# Ranch

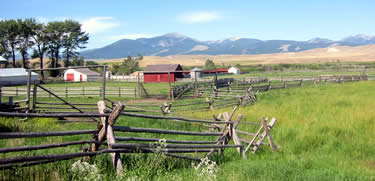
Ranch i Montana i USA.

En ranch (urspr. från spanskans rancho) är ett landområde med bondgårdsbyggnader primärt avsett för boskapsuppfödning. Termen används i denna betydelse framför allt i Nordamerika, medan man i Sydamerika med Rancho syftar på en mindre gård, ofta underställd en estancia.